# Ármin Hegedűs
Dans le nom hongrois Hegedűs Ármin, le nom de famille précède le prénom, mais cet article utilise l’ordre habituel en français Ármin Hegedűs, où le prénom précède le nom.
Ármin Hegedűs, né en 1869 et décédé en 1945, est un architecte hongrois, représentant de la Sécession hongroise.

## Banque Török
Bâtie par Henrik Böhm et Ármin Hegedűs en 1906, la Banque Török de Budapest est un bel exemple d'architecture Sécession. Des techniques très modernes pour l'époque permirent la création de sa façade vitrée surmontée d'une mosaïque de Miksa Róth. Intitulée Gloire à la Hongrie, elle montre le pays rendant hommage à la Vierge en tant que Patrona Hungariae.

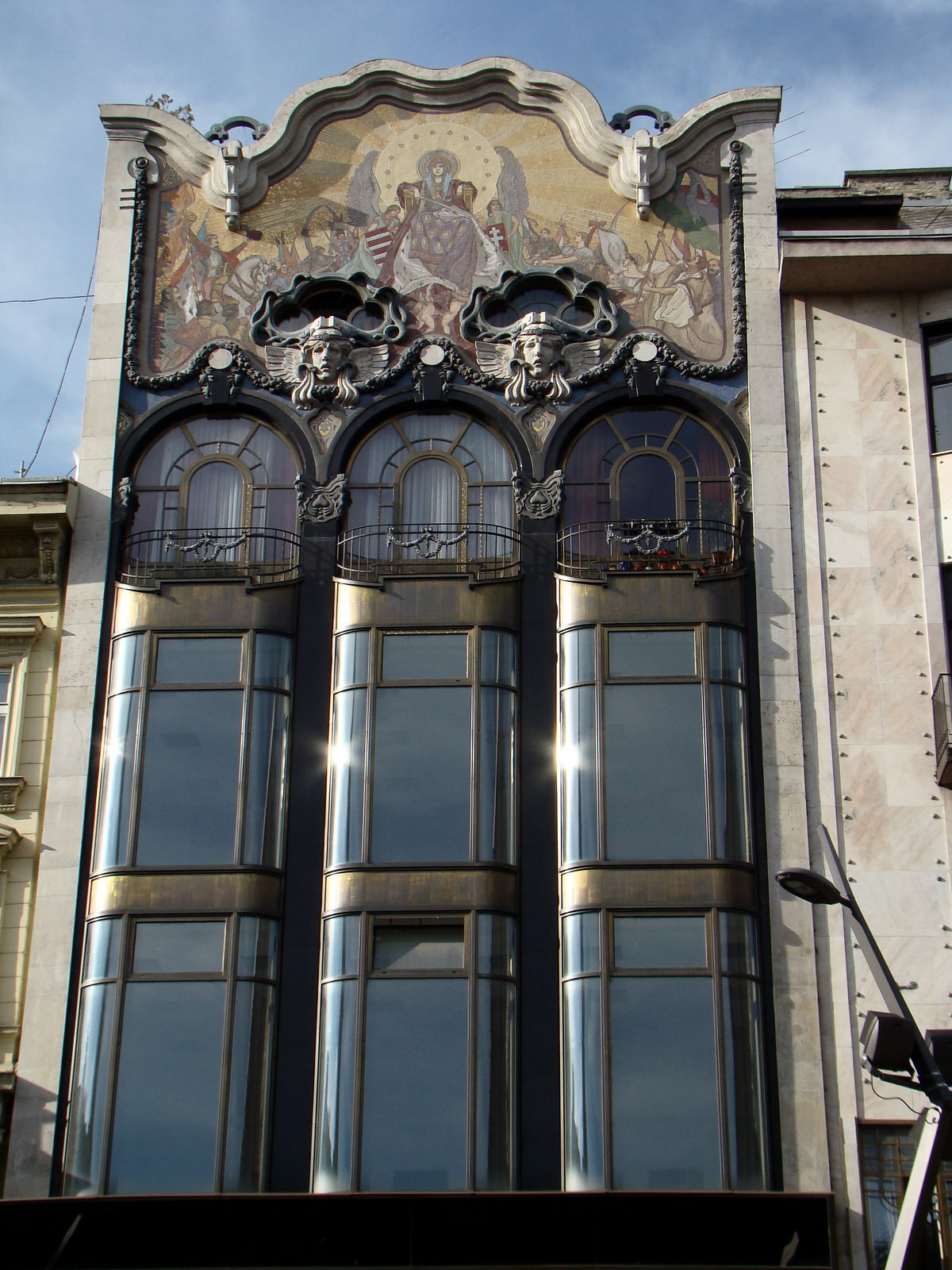
Façade vitrée très moderne pour l'époque (1906), sur Szervita tér
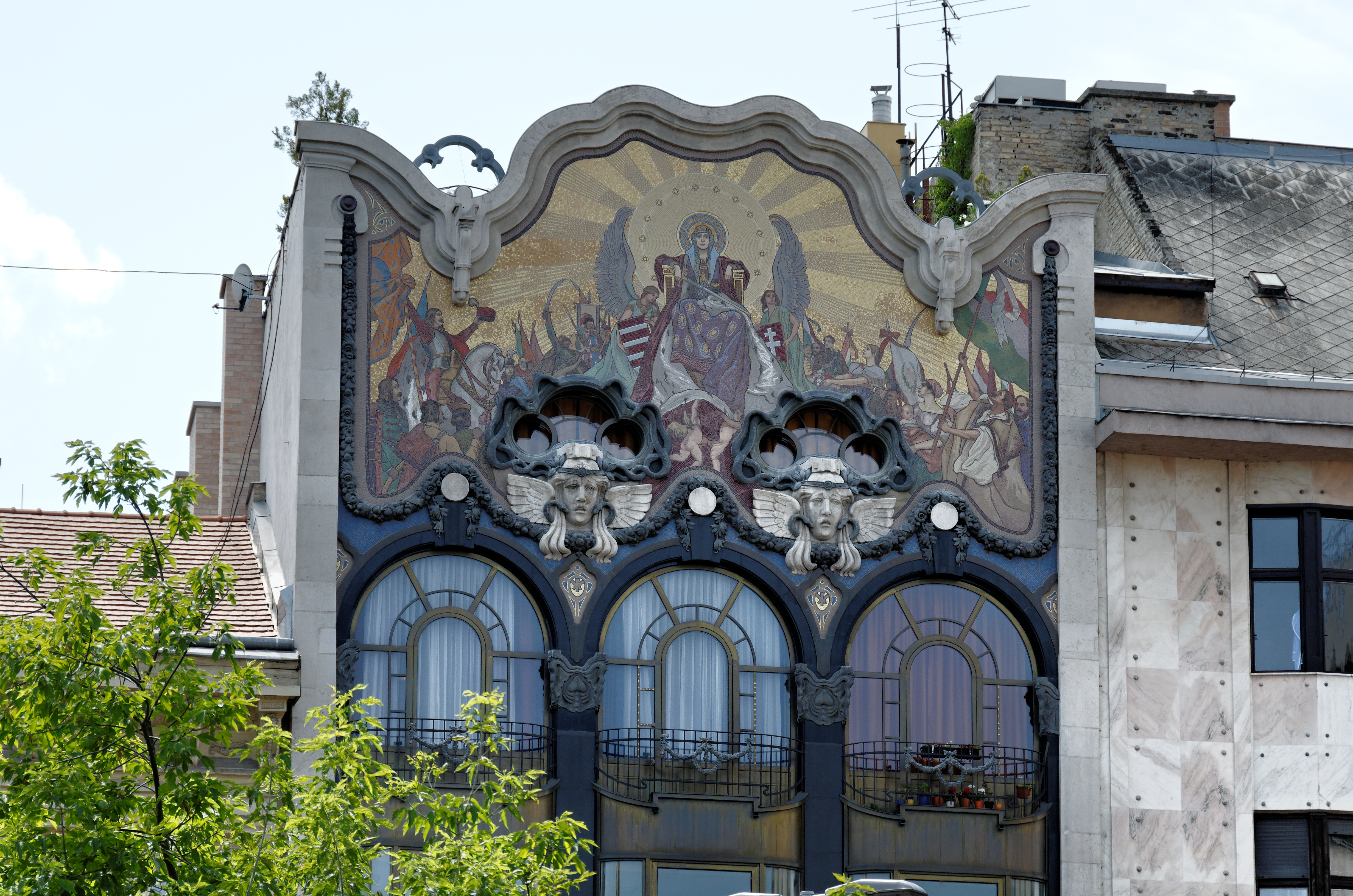
Gloire à la hongrie sur la façade de la Banque Török, par Miksa Róth. Parmi les anges et les bergers qui entourent la Vierge, l'artiste a représenté de grandes figures de l'histoire nationale tels que Ferenc Rákóczi , le conte István Széchenyi et Lajos Kossuth